# Barbara Loden
Barbara Ann Loden (8 de julio de 1932 – 5 de septiembre de 1980) fue una actriz de teatro y cine, así como directora de cine y teatro alternativo. Richard Brody de The New Yorker la describió como "la contraparte femenina de John Cassavetes".
Nacida y criada en Carolina del Norte, Loden empezó su carrera a temprana edad en Nueva York, desempeñándose como modelo y corista. Loden se convirtió en un elemento regular en el irreverente programa televisivo The Ernie Kovacs Television Show a mediados de los años cincuenta, y se convirtió en miembro vitalicio del afamado Actors Studio. También participó en varios proyectos dirigidos por su segundo esposo, Elia Kazan, incluyendo Esplendor en la hierba (1961). En 1964, su participación en la puesta en escena de la obra de Arthur Miller, Después de la caída, en Broadway, le hizo merecedora de un galardón de los Premios Tony en la categoría de Mejor Actriz.
En 1970 Loden escribió, dirigió y protagonizó Wanda, una visionaria cinta independiente que recibió el Premio Internacional de la Crítica del Festival de Cine de Venecia en 1970. Durante los años setenta, continuó trabajando como directora de teatro alternativo a Broadway, así como en producciones regionales de teatro, además de dirigir dos cortometrajes. En 1978, Loden fue diagnosticada con cáncer de mama, misma causa de su fallecimiento dos años después.

## Vida y carrera

### 1932–1954: Niñez y primeros años
Loden nació el 8 de julio de 1932 o 1934 (varias fuentes difieren) en Asheville, Carolina del Norte. Su padre era barbero, y ella misma se describía como "la hija de un campesino". Tras el divorcio de sus padres, que sucedió durante su niñez temprana, fue criada por sus religiosos abuelos maternos en las Montañas Apalaches en Marion, Carolina del Norte. Loden describía su niñez como un periodo de precariedad emocional. Varias fuentes la describen como una chica tímida, humilde, atractiva y solitaria. A los 16 años se mudó a Nueva York, donde comenzó a trabajar como modelo para publicaciones de detectives y románticas. Loden gozó de un éxito moderado como chica pin-up, modelo y bailarina en el afamado Club Copacabana antes de estudiar en el reconocido Actors Studio, dada su intención de convertirse en actriz. En ese tiempo, juró detestar el cine, diciendo: "La gente en pantalla era perfecta y me hacía sentir inferior".

### 1955–1959: Primeros trabajos en teatro y televisión
Loden debutó en el teatro en Nueva York en 1957, protagonizando Compulsion y apareciendo en el escenario de The Highest Tree al lado de Robert Redford, así como en Night Circus con Ben Gazzara. Se unió al elenco de The Ernie Kovacs Show como contraparte de Kovacs, un trabajo que su primer esposo, el productor televisivo y distribuidor cinematográfico Larry Joachim, le ayudó a conseguir. Loden solía decir que le debía mucho a Kovacs, ya que otro productor del programa se había opuesto a su contratación. En entrevistas decía que "Ernie se sintió mal por mi" y le dio empleo como su compañera de comedia física, ya fuera rodando sobre una alfombra o siendo el blanco de un pastel en la cara.

### 1960–1966: Cine; matrimonio con Elia Kazan

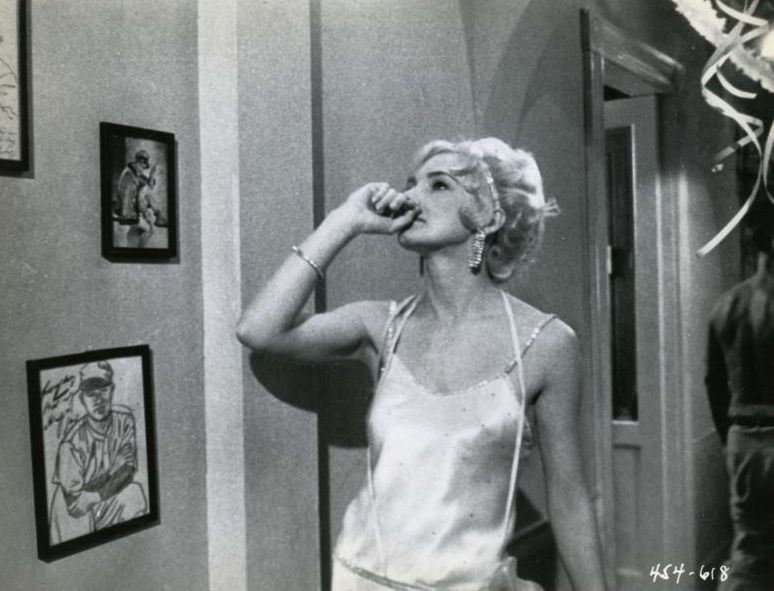
Loden en Esplendor en la hierba (1961).

En 1960, Loden apareció en Río Salvaje, película de Elia Kazan, interpretando el papel de secretaria de Montgomery Clift. Sin embargo, es quizá más conocida por su interpretación en Esplendor en la hierba (1961), donde encarnó a la hermana de Warren Beatty.
Loden también interpretó a "Maggie", una versión novelizada de Marilyn Monroe, en la producción teatral de Kazan basada en Después de la caída (1964), misma que fue escrita por el exesposo de Monroe, el dramaturgo Arthur Miller. Loden recibió un Tonya la Mejor Actriz gracias a esta interpretación, así como un premio de Outer Circle, una organización de escritores que realizaban coberturas en Broadway para varias publicaciones nacionales. Las reseñas de esta obra afirmaban que Loden era "la nueva Jean Harlow", describiéndola como una "rubia despampanante".
Kazan se convirtió en su segundo esposo en 1966, después de que ambos sostuvieran un amorío mientras estaban casados con otras personas. Kazan era 23 años mayor que ella. A pesar de que la pareja se había separado y estaba considerando el divorcio, todavía estaban casados cuando Loden falleció de cáncer de mama. Tuvo un hijo con Kazan: Leo. Loden tuvo otro hijo, Marco, con su primer esposo, el productor de cine y televisión y distribuidor cinematográfico Larry Joachim, con quien se había casado en los años cincuenta.
Kazan podía ser desdeñoso cuando describía su relación con Loden. En su autobiografía, Elia Kazan: Una Vida, revela su deseo y su incapacidad para controlarla. Kazan escribió sobre Loden "con una mezcla de afecto y paternalismo, enfatizando su sexualidad y su vivacidad." De manera "condescendiente", Kazan lamentaba que Loden hubiera dependido de su "atractivo sexual" para salir adelante y que él temía "perderla". Pero Kazan era también, en sus propias palabras, "protector" con Loden.
Su carrera como actriz en el cine tuvo una historia problemática. Su primer papel importante fue en la película The Swimmer, dirigida por Frank Perry, protagonizada por Burt Lancaster. Sin embargo, durante la posproducción hubo una disputa sobre el primer corte de la película entre el productor Sam Spiegel y el equipo de guion-dirección del filme, los Perry. De acuerdo con las notas de la guionista Eleanor Perry, Spiegel comenzó a mostrar esta problemática primera versión de la cinta en Hollywood, recolectando la opinión de varios directores famosos para determinar qué hacer con ella. Kazan era un director prominente y con gran influencia. También había visto la cinta en una proyección privada de Spiegel (quien produjo On the Waterfront), y se dice que también intervino en la versión final de la película. Al final, Perry fue despedido. Varias de las escenas del filme fueron vueltas a filmar por Sydney Pollack, quien fuera reclutado para reemplazar a Perry. Varias fuentes afirman que el mismo Lancaster pagó por algunas de las escenas que se volvieron a filmar. Entre las porciones que fueron vueltas a filmar estaba la escena en donde aparecía Loden, quien fue reemplazada por la actriz de Broadway Janice Rule. Ni Loden ni Sydney Pollack fueron acreditados en el filme. Los únicos rastros que quedan de la escena perdida son algunas fotografías tomadas durante el rodaje, que aparecen en el documental The Story of The Swimmer, dirigido por Chris Innis en 2014.

### 1967–1980: Dirección de cine y teatro
Mientras estaba de safari con Kazan en 1966, Harry Schuster, un amigo que tenían en común, le ofreció $100,000 a Loden para hacer su propia película. Animada por la idea, escribió el guion de Wanda. El argumento, una reflexión existencial sobre una mujer sumida en la pobreza del condado carbonero de Pensilvania, no atrajo directores al proyecto, incluyendo a Kazan. Así fue que Loden decidió dirigirla ella misma, colaborando con el cinematógrafo y editor Nicholas T. Proferes, con un modesto presupuesto de $115,000.
Wanda es un retrato semiautobiográfico de una "pasiva y desconectada esposa de un minero que termina relacionándose con un sinvergüenza de poca monta." Innovadora en su estilo a lo cinéma vérité y su incorporación de improvisaciones, fue una de las pocas cintas estadounidenses dirigidas por mujeres que fueron proyectadas en las salas de cine durante ese periodo. El crítico David Thomson escribió: "Wanda está repleta de momentos inesperados y ofrece una atmósfera cruda, jamás se conforma con clichés en términos de situaciones o de personajes". El filme fue el único filme estadounidense aceptado para competir por el Premio de la Crítica en el Festival de Cine de Venecia en 1970, galardón que ganó. Además de ser presentado en el Festival de Cine de Cannes en 1971. En 2010, con el apoyo de Gucci, el filme fue restaurado por el UCLA Film & Television Archive y proyectado en el Museo de Arte Moderno en Manhattan.

### Muerte
En 1978, a Loden se le diagnosticó cáncer de mama. En ese momento, ella había completado varios otros guiones con Proferes que Kazan describió como "dedicados al lado descuidado de la vida estadounidense". Ella y Kazan estaban alejados al momento de su diagnóstico de cáncer y planeaban divorciarse, pero su enfermedad impidió su separación.
En el momento de su diagnóstico, Loden estaba preparada para dirigir una película sobre El despertar de Kate Chopin, pero sus tratamientos contra el cáncer le impidieron iniciarlo. Murió en el Hospital Mount Sinai en la ciudad de Nueva York a causa de la enfermedad el 5 de septiembre de 1980.

## Legado
La cineasta experimental Marguerite Duras mencionó a Wanda como una inspiración, destacando particularmente la capacidad de Loden para habitar su personaje en pantalla. Dijo en una entrevista con Kazan: "Creo que hay un milagro en Wanda. Por lo general, hay una distancia entre la representación visual y el texto, así como entre el sujeto y la acción. Aquí, esta distancia está completamente anulada; hay una continuidad instantánea y permanente entre Barbara Loden y Wanda". Duras describió la interpretación de Loden de la "desmoralización" de Wanda como "sagrada, poderosa, violenta y profunda".
Kazan comparó la técnica de actuación de Loden con Marlon Brando: "Siempre hubo un elemento de improvisación, una sorpresa, en lo que estaba haciendo. El único, que yo sepa, que era así, era Brando cuando era joven. Nunca sabías exactamente lo que iba a decir, por lo tanto, todo saldría de su boca muy vivo ".
Wanda nunca aspiró a ser una visión romántica de las olas de crímenes, como Bonnie and Clyde, de Arthur Penn. Loden favoreció a propósito un enfoque documental crudo:
Realmente odio las películas elegantes ... Son demasiado perfectas para ser creíbles. No me refiero solo a la mirada. Me refiero al ritmo, al corte, a la música, a todo. Cuanto más pulida es la técnica, más pulido se vuelve el contenido, hasta que todo se convierte en fórmica, incluidas las personas.
Por el uso de cámara de mano, ubicaciones anónimas, iluminación disponible de 16 mm (ampliada hasta 35 mm) e improvisación por parte de un elenco mayormente aficionado, el crítico Richard Brody considera que Wanda no tiene el tono de la nouvelle vague francesa, sino más emparentada al trabajo de dirección de improvisación de John Cassavetes.

Aunque Loden era una de las pocas mujeres directoras de finales de los sesenta y principios de los setenta, no consideraba a Wanda una película feminista en el momento en que trabajaba en ella:
Cuando hice Wanda, no sabía nada acerca de la sensibilización o la liberación de las mujeres. Eso acababa de empezar cuando la película estaba terminada. La película no era sobre la liberación de la mujer. Realmente se trataba de la opresión de las mujeres, de las personas ... Ser mujer es un territorio inexplorado, y somos una especie de pioneras, al descubrir lo que significa ser una mujer.
En 2012, se publicó Supplément à la vie de Barbara Loden, de la autora francesa Nathalie Léger. El libro, tomando como inspiración Wanda y la biografía de la propia Loden, combina realidad y ficción para examinar la naturaleza de la verdad vivida. Fue traducido al inglés y publicado como Suite for Barbara Loden en 2016.

## Filmografía

### Cine
| Año  | Título                  | Papel          | Notas                                | Ref. |
| ---- | ----------------------- | -------------- | ------------------------------------ | ---- |
| 1960 | Wild River              | Betty Jackson  |                                      |      |
| 1961 | Splendor in the Grass   | Ginny Stamper  |                                      |      |
| 1968 | The Swimmer             |                | Escenas eliminadas                   |      |
| 1968 | Fade In                 | Jean           | Película para televisión             |      |
| 1970 | Wanda                   | Wanda Goronski | También directora y guionista        |      |
| 1975 | The Frontier Experience | Delilah Fowler | Corto; también directora y guionista |      |
| 1975 | The Boy Who Liked Deer  |                | Corto; directora y productora        |      |

### Televisión
| Año       | Título                             | Papel         | Notas                                          | Ref. |
| --------- | ---------------------------------- | ------------- | ---------------------------------------------- | ---- |
| 1955–1957 | The Ernie Kovacs Show              |               | Apariciones regulares                          |      |
| 1962      | Alcoa Premiere                     | Betty Johnson | Episodio: "The Boy Who Wasn't Wanted"          |      |
| 1962      | Naked City                         | Penny Sonners | Episodio: "Torment Him Much and Hold Him Long" |      |
| 1966      | CBS Playhouse: The Glass Menagerie | Su hija       |                                                |      |

## Teatro
| Año       | Título                                                 | Papel          | Notas                                        | Ref.   |
| --------- | ------------------------------------------------------ | -------------- | -------------------------------------------- | ------ |
| 1957      | Compulsion                                             | Bit part       | Broadway                                     | [ 23 ] |
| 1958      | Night Circus                                           |                | Coprotagonizada con Ben Gazzara              | [ 24 ] |
| 1959      | Look After Lulu!                                       | Gaby           | Broadway; dirigida por Noël Coward           | [ 25 ] |
| 1959      | The Highest Tree                                       |                | Broadway; coprotagonizada por Robert Redford | [ 26 ] |
| 1960      | The Long Dream                                         | White Girl     | Broadway                                     | [ 27 ] |
| 1964–1965 | After the Fall                                         | Maggie         | Broadway; Tony Award a Mejor Actriz          | [ 23 ] |
| 1964      | But for Whom Charlie                                   | Sheila Maloney | Broadway                                     | [ 28 ] |
| 1964      | The Changeling                                         | Beatrice       | Broadway                                     | [ 29 ] |
| 1968      | Winter Journey                                         |                | Broadway                                     | [ 30 ] |
| 1968      | The Country Girl                                       |                | Broadway                                     | [ 31 ] |
| 1969      | Home is the Hero                                       |                | Off-Broadway; directora                      | [ 30 ] |
| 1975      | The Love Death Plays of William Inge                   |                | Off-Broadway; directora                      | [ 32 ] |
| 1976      | Berchtesgaden                                          |                | Actriz; directora                            | [ 33 ] |
| 1980      | Come Back to the Five and Dime, Jimmy Dean, Jimmy Dean | Mona           |                                              | [ 34 ] |

## Premios y distinciones
Festival Internacional de Cine de Venecia
| Año  | Categoría                                 | Película | Resultado |
| ---- | ----------------------------------------- | -------- | --------- |
| 1970 | Premio FIPRESCI -Mejor película extrajera | Wanda    | Ganadora  |

- Premios Tony – Mejor Actriz, 1964 (for After the Fall)